# Mientras Tanto
Mientras Tanto –o mientras tanto– es una revista de carácter político-cultural y ciencias sociales fundada en 1979 por Giulia Adinolfi y Manuel Sacristán Luzón con el propósito de renovar el pensamiento de la izquierda marxista.  El comité editorial originario lo formaron, entre otros, el propio Manuel Sacristán, Giulia Adinolfi, Miguel Candel Sanmartín o Francisco Fernández Buey, todos ellos colaboradores de Materiales, revista también dirigida por Manuel Sacristán.
En el contexto de la transición, esta publicación defendió posiciones cercanas a la ruptura política defendidas por una parte del PSUC y otros grupos comunistas minoritarios frente a las tesis cercanas al eurocomunismo, como ponen de manifiesto diferentes artículos de Fernández-Buey.  Según recoge en su propio sitio web, la línea editorial de la revista queda expresada por sus colores: rojo, verde, violeta y blanco. El rojo expresa su identificación con los proyectos de emancipación social y política de las clases trabajadoras; el verde, su ecologismo; el violeta, su anti sexismo y el blanco, su defensa de la no violencia.  La publicación ha ido evolucionando hasta albergar otros temas de interés de la izquierda política enfocados desde la perspectiva económica, histórica, de género o ecológica.
La periodicidad de la edición impresa ha sido variable a lo largo de su existencia: inicialmente bimestral; posteriormente, cuatrimestral. En la actualidad se edita con la colaboración de la fundación Giulia Adinolfi-Manuel Sacristán e Icària Editorial. Se publican dos números al año, preferentemente monográficos. Pero la limitación de la edición impresa ha quedado compensada por la salida de mientrastanto.e, con más de un centenar de números publicados, que se ha convertido en una revista político-cultural digital mensual, esencialmente en formato impreso (ISSN 0210-8259) y digital (ISSN 2014-7317). Icaria Editorial administra las suscripciones y pedidos de la revista impresa.